# Elena Busuioc
Elena Busuioc (n. 22 iulie 1930, Zimnicea) este un arheolog român.

## Viața și activitate
În intervalul anilor 1952-1957 a urmat studiile secundare și universitare la București. Este redactor la Editura Academică și din anul 1961 obține funcția de cercetător la Institutul de Arheologie din București. 
Fiind arheolog specializat pe epoca feudală, face o serie de cercetări în domeniul ceramicii medievale din Moldova. A participat la săpăturile  de la Suceava, Putna, Mănăstirea Humorului, Rotopănești și Râmnicu Vâlcea. În urma cercetărilor sistematice realizate de Elena Busuioc în Parcul Mircea cel Bătrân a rezultat un vast material arheologic care a fost depus, pentru moment, în depozitele Muzeului ,,Aurelian Sacerdoțeanu” din Vâlcea. O altă contribuție pe care a avut-o este reprezentată de descoperirea locuinței cu pivnița  de la Râmnicu Vâlcea, care constituie un alt punct de referință asupra arhitecturii medievale din Țara Românească.

## Opere
- Ceramica de uz comun nesmălțuită din Moldova (sec. XIV-XVI), București, 1975
- Ceramica locală de uz casnic din sec. XIV de la Suceava, în Studii și cercetări în istorie veche, 1964
- Contribuții la cunoașterea ceramicii din sec. XVI de la Suceava, 1968
- Vestigii feudale de la Râmnicu Vâlcea, în Buridava, 1979